# عسقلان
المَجدَل - عَسْقَلَان (بالعبرية: אשקלון) من أكبر وأقدم مدن فلسطين التاريخية، تقع اليوم في اللواء الجنوبي الإسرائيلي على بعد 65 كم غرب القدس. أسس الكنعانيون المدينة في الألف الثالث قبل الميلاد، وكانت أحد الموانئ الفلسطينية على ساحل البحر المتوسط. تقع إلى الشمال الشرقي من غزة، وتبعد عنها 25 كم قريبة من الشاطئ على الطريق بين غزة ويافا. تبلغ مساحة أراضيها 107,334 دونماً بما فيها مساحة المدينة 1,346 دونماً. يشكل اليهود اليوم الغالبية من سكان المدينة، بعد تهجير أهلها العرب في حرب 1948 الذين انتقل الكثير منهم إلى قطاع غزة. أقدمت بعدها المنظمات اليهودية المسلحة بعد احتلالها للمدينة في نوفمبر 1948 على هدمها، واقامت إسرائيل على أراضيها مدينة «اشكلون». ويعتبر الجامع الكبير من أبرز آثار المجدل بناه «سيف الدين سلار» من امراء المماليك عام 1300.

## التسمية
المجدل كلمة آرامية بمعنى البرج والقلعة والمكان العالي المشرف، وهي بلدة كنعانية قديمة كانت تسمى (مجدل جاد) و (جاد) إله الحظ عند الكنعانيين، ومدينة عسقلان هي مدينة المجدل وبعد تهجير أهلها والمستوطنين الإسرائيليين توسعت المدينة لتضم قرية الجورة وحمامة التي أيضاً تم تهجير أهلها، وسميت بعسقلان نسبة إلى الميناء القديم الذي توجد آثاره بالقرب منها.

## التاريخ
تعتبر مدينة مجدل عسقلان من أقدم مدن العالم وقد بنيت على طريق السهل الساحلي («طريق البحر») الواصلة بين شمالي سيناء ومنطقة الجليل. من معثورات الحفريات الآثارية التي قام بها لورنس ستاغهار من جامعة هارفرد الأمريكية في 1985 يبدو أن أول ما أسس المدينة كان الكنعانيين 3000 سنة قبل الميلاد تقريباً. وقد عثر على بقايا المدينة الكنعانية في عمق 15 متراً ويقدر حسبها أن عدد سكان المدينة في ذلك الحين بلغ 15 ألف نسمة، وأن المدينة كانت محاطة بسور عريضة.
في 1150 قبل الميلاد سكن الفلسطينيون القدماء المدينة قادمين من جزر البحر الأبيض المتوسط وجعلوها أحد أهم مراكزهم. في العهد القديم (التوراة) تذكر المدينة مرات عديدة كمركز فلسطيني كبير، أما صيغة الاسم الوارد بالعبرية التوراتية هو אשקלון أي «أشقلون» (بالألف بدلا من العين)، وهي صيغة الكتابة المقبولة اليوم في الدولة الصهيونية مع أن اللفظ بالعبرية الحديثة هو «أشكيلون».
في 604 قبل الميلاد احتلت الإمبراطورية البابلية برئاسة نبوخذ نصر المدينة من الفلسطينيين، مع احتلال عموم أراضي مملكة يهوذا وبلاد الفلسطينيين. فكان تعامل الجيش البابلي مع سكان المدينة يشابه تعامله بسكان المدينة الأخرى في المنطقة، حيث أحرق المدينة وأجلى سكانها. تم إعادة بناء المدينة في القرن الثالث قبل الميلاد، أي في العهد الهيليني، وأصبحت ميناء كبيراً. في القرن ال-1 قبل الميلاد احتل الملك اليهودي الحشموني إسكندر يناي محيط المدينة ولكن المدينة نفسها بقيت مستقلة من ناحية إدارية وثقافية.
وقد فتح فلسطين القائد عمرو بن العاص، وكانت مدينة عسقلان مركزها. وقال عبد الله ابن عمر بن الخطاب (لكل شي ذروة، وذروة الشام عسقلان). وقيل أنه تم جلب رأس الحسين بن علي إلى عسقلان.
حررها صلاح الدين الأيوبي عام 1187م من الصليبيين، ولكنهم عادوا واحتلوها مرة ثانية على يد «ريتشارد قلب الأسد» عام 1192م بعد سقوط عكا بأيديهم. إلا أن صلاح الدين قبل انسحابه من المدينة أمر واليها بهدم المدينة وسورها حتى لا تكون حصناً للفرنجة يقطع الطريق بين مصر والشام. وقد كانت على مدى تاريخها الطويل ذات شأن اقتصادي بسبب مينائها البحري وموقعها الاستراتيجي القريب من الحدود المصرية ومواجهتها للقادمين من البحر تجاراً وغزاة، وقد كانت منذ القدم محطة هامة من سلسلة المحطات الممتدة على طول السهل الساحلي الفلسطيني، حيث اعتادت القوافل التجارية والحملات العسكرية المرور بها للراحة والتزود بالمؤن. وبعد هذا بدأ نجم عسقلان في الأفول إلى أن دمرت نهائياً سنة 1270 م على يد السلطان الظاهر بيبرس، لتسلم الدور التاريخي إلى المجدل التي تقع على بعد 6 كم إلى الشمال الشرقي منها
قامت المنظمات الصهيونية المسلحة بهدم المدينة وتشريد اهلها البالغ عددهم (11496) نسمة بتاريخ 1948/11/04، وبلغ مجموع اللاجئين من هذه المدينة في عام 1996 حوالي (70595)، وأقامت إسرائيل على أراضيها مدينة (أشكلون).

## الاقتصاد
اشتهرت المجدل بصناعة الأقمشة وكان فيها نحو 800 نول لحياكة الأقمشة القطنية والحريرية التي كانت تباع في أسواق فلسطين وتعتبر من أهم مدن فلسطين في صناعة النسيج أو الوحيدة.

## الفرق بين المجدل وعسقلان
عسقلان هو الاسم الأقدم للمنطقة عبر التاريخ ومعناه الأرض المرتفعة وكانت عسقلان قد دمرت عدة مرات عبر التاريخ وأعيد إعمارها من جديد لتقوم مدينة المجدل ولكن الجدير بالذكر أن أرض المجدل تمثل ما يقارب 93% من أرض عسقلان القديمة وسكان عسقلان التي دمرت هم الذين بنوا أو سكنوا المجدل من جديد لذلك المجدل عمومًا تعني عسقلان ومما يؤكد ذلك أنك لو بحثت عن آثار عسقلان الشهيرة ستجدها هي الآثار الشهيرة الموجودة في المجدل وإذا تحدثت عن مسجد عسقلان فإنك تقصد مسجد المجدل الموجود في وسط البلد «المسجد الكبير» وإن تحدثت عن عائلات عسقلان فإنك تتحدث عن عائلات المجدل وإذا تحدثت عن سوق عسقلان فهو سوق المجدل لذلك أنا أعجب لمن يقول أن المجدل نقول لها عسقلان نسبة لآثار عسقلان المتبقية فهو يقلل من قيمة عسقلان وكان عسقلان مجرد آثار كانت متواجدة وكان المجدل مدينة أخرى ليس لها علاقة بعسقلان إلا قربها من هذه الآثار. يعني باختصار أرض عسقلان تشمل أرض المجدل وأرض الجورة حديثا وقد بينت ما تمثله المجدل من هذه الأرض وإذا أردنا أن نتحدث عن عدد السكان فقد هاجر أهالي المجدل بالآلاف بينما هاجر أهل الجورة ب600 - 700 شخص حسب ما أورده كتاب مدن فلسطينية وهذا يعني أن المجدل شبه كامل هي عسقلان وأن الجورة في حقيقة الأمر هي جزء من المجدل وإنما هي مجرد أرض منخفضة تداول اسمها باسم الجورة حتى أصبحت شبه منفصلة كقرية وحدها.

## فضل عسقلان
قال النبي محمد عليه الصلاة والسلام:
«أوَّلُ هذا الأمرِ نُبوَّةٌ ورحمةٌ، ثمَّ يكونُ خلافةٌ ورحمةٌ، ثمَّ يكونُ مُلكًا ورحمةً، ثمَّ يتكادمون عليه تكادُمَ الحُمُرِ، فعليكم بالجِهادِ، وإنَّ أفضلَ جهادِكم الرِّباطُ، وإنَّ أفضلَ رباطِكم عَسْقلانُ»

## المدن التوأم والشقيقة
عسقلان توأمة مع:
- كوت سانت لوك، كيبيك،  كندا
- غرودنو،  بيلاروس
- شينيانج،  الصين
- إيكويكي،  تشيلي
- آكس أون بروفانس،  فرنسا